# Glanon

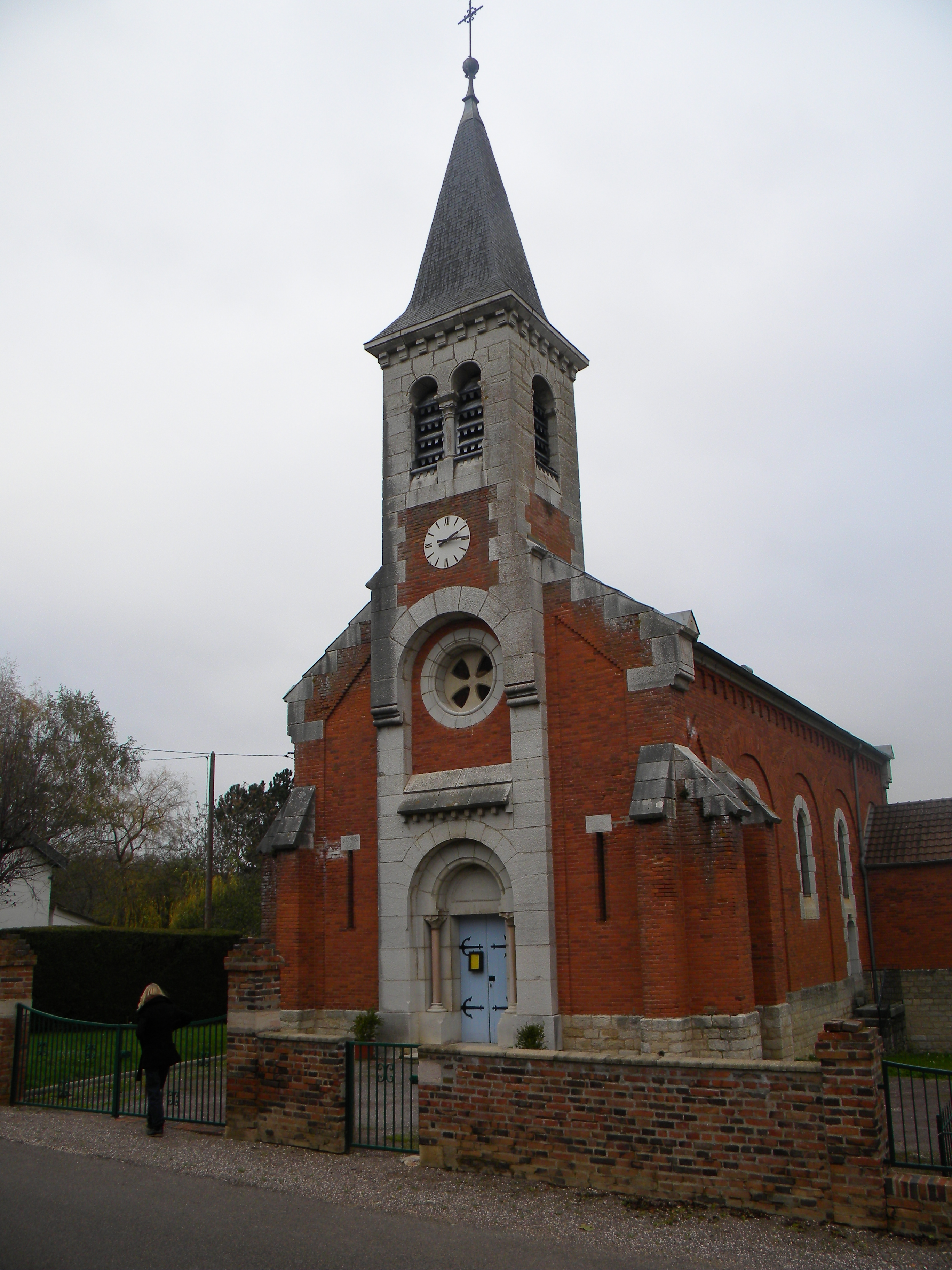
Kerk

Glanon is een gemeente in het Franse departement Côte-d'Or (regio Bourgogne-Franche-Comté) en telt 195 inwoners (2004). De plaats maakt deel uit van het arrondissement Beaune.

## Geografie
De oppervlakte van Glanon bedraagt 3,7 km², de bevolkingsdichtheid is 52,7 inwoners per km².
De onderstaande kaart toont de ligging van Glanon met de belangrijkste infrastructuur en aangrenzende gemeenten.

## Demografie
Onderstaande figuur toont het verloop van het inwonertal (bron: INSEE-tellingen).